# Чемпионат Африки по лёгкой атлетике среди юношей
Чемпионат Африки по лёгкой атлетике среди юношей — соревнования по лёгкой атлетике, которые проводятся среди легкоатлетов Африканского континента. В соревнованиях могут участвовать спортсмены в возрасте от 15 до 17 лет.

## История
| № | Год  | Город | Страна   | Дата         | Стадион                | Кол-во атлетов |
| - | ---- | ----- | -------- | ------------ | ---------------------- | -------------- |
| 1 | 2013 | Варри | Нигерия  | 28–31 марта  | Warri Township stadium | ?              |
| 2 | 2015 | Мока  | Маврикий | 23–26 апреля | stade Maryse Justin    | ?              |